# نوشتن

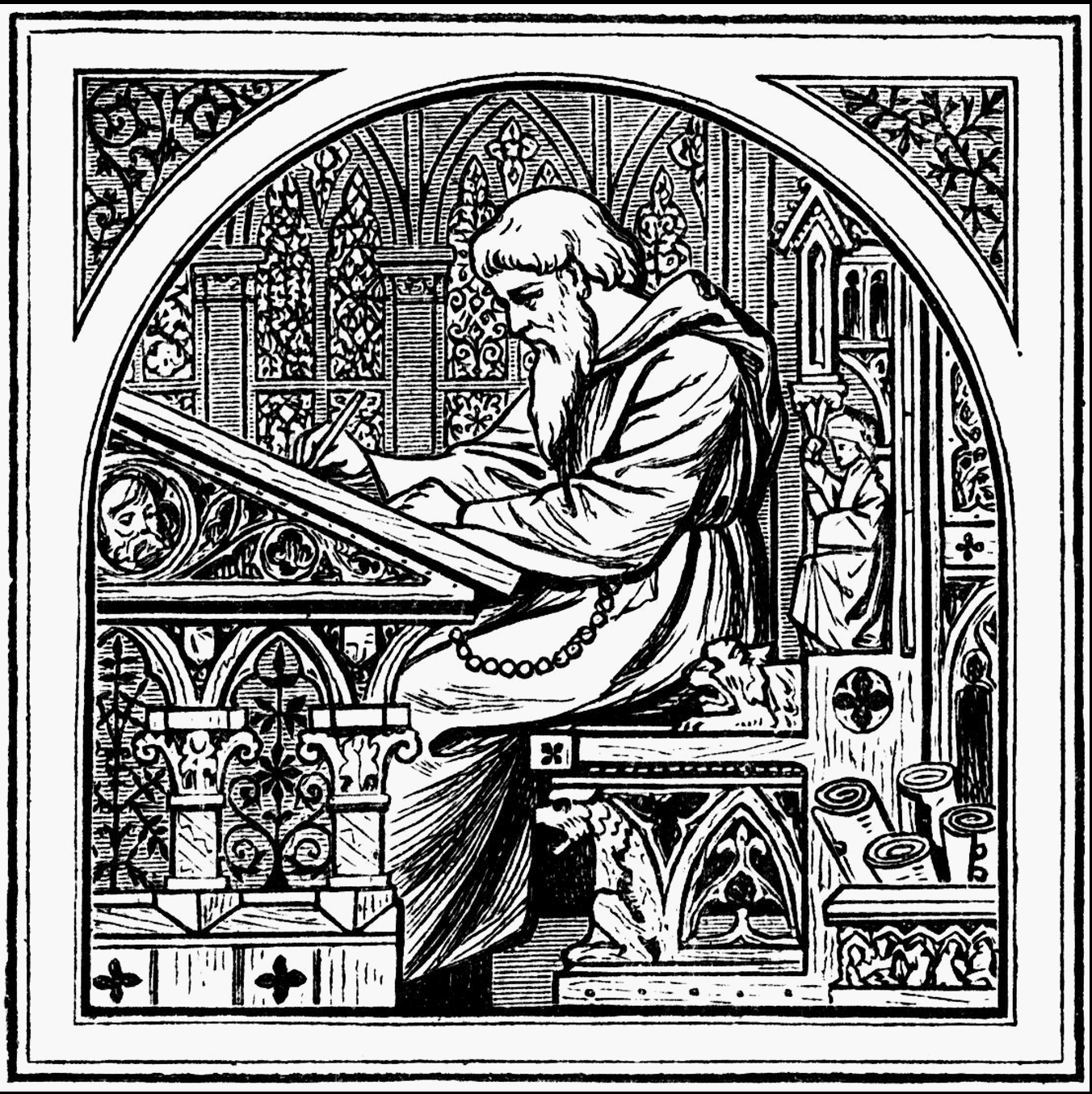
نگاره‌ای از نوشتن کتاب در قرون وسطی

نوشتن، نویسندگی یا نگاشتن کنشی است که انسان به این طریق، اندیشه‌هایش را به وسیله خط، به تصویر می‌کشد. این اندیشه‌ها می‌توانند در قالب‌های نگارشیِ مختلفی جای گیرند که متون علمی، ادبی و رسمی (اداری)، بخشی از این قالب‌ها هستند. می‌توان بیان کرد: با اختراعِ خط، گام بزرگی در تمدن بشری برداشته شد. به گونه‌ای که؛ می‌توان سر آغاز پیشرفت انسان را اختراع خط دانست. همچنین؛ می‌توان دلیلِ ابتداییِ نوشتن را، به ترسِ انسان از فراموشی و نیاز به ثبتِ وقایع و دانسته‌ها ارتباط داد.
نوشتن عملی است که به کمکِ آن می‌توان اطلاعات و اندیشه‌ها را تحلیل، بررسی و بازبینی کرد. نگارش می‌تواند به‌عنوان ابزاری برای استدلال و استنتاج و ابهام‌زدایی به‌کار رود. برخی بر این باوراند، نوشتن را ایرانیان باستان به رومیان آموزش داده‌اند.

## کاربردها
نوشتن دو کاربرد اصلی دارد: ثبت اطلاعات و نشر اطلاعات. در واقع؛ کاربرد نوشتن، درج اطلاعات در جایی و سپس نشر این اطلاعات با هدف برقراری ارتباط با دیگران است. اما در جزئیات و کارکردهای نوشتن، می‌توان دو کارکرد ادبیاتی و علمی را در نوشتن ملاحظه کرد که از این رو، معمولاً به نوشتن متون ادبی، نویسندگی گفته می‌شود و نوشتن متون علمی، تألیف نام دارد.

نزدیک به ۶۰۰۰ سال پیش، دهقانان مصری که موظف بودند مقداری از محصولات کشاورزی خود را به‌عنوان مالیات به فرعون بدهند، تصویر سبد و ابزارهای کشاورزی خود را به تعدادی که پرداخت کرده‌بودند بر دیوارهای خانهٔ خود حک می‌کردند.
به بیانی دیگر، نوشتن یا نگارش نوعی رسانهٔ مجازی برای انتقال اطلاعات است که با آن می‌توان مفاهیم و اندیشه‌ها را بیان و صورت‌بندی کرد، یا آن‌ها را پرورش و اشاعه داد.